# Federación Coordinadora de Muixerangues
La Federación Coordinadora de Muixerangues es un organismo creado en 2018 para ayudar a gestionar y coordinar todos los grupos de muixerangues, tanto las más como las menos tradicionales.

## Historia
En 2005 se hizo un primer intento de reunir los grupos en pleno renacimiento del mundo muixeranguer impulsado por la Nova Muixeranga de Algemesí, la Muixeranga de la Safor, el Ball dels Locos de l'Ollería, Els Negrets de l'Alcúdia y la Muixeranga de Sueca. Organizaron una ronda de encuentros pero no fueron más allá.
En 2011 la Unesco declaró Patrimonio Inmaterial de la Humanidad las Procesiones en honor a la Virgen de la Salud de Algemesí, entre las que está la Muixeranga. Este hecho impulsó la fundación de varias muixerangas, lo que evidenció la necesidad de una entidad coordinadora.
La primera piedra de la actual Federación Coordinadora de Muixerangues la puso en 2015 la I Diada muixeranguers de Alicante, que convocó 12 grupos. Otro hecho significativo fue el II Encuentro de Muixerangues de Castellón de la Plana de 2017. Se decidió que a la entidad debían estar todos los grupos representadas y que las bases se establecerían por consenso. El mismo año se aprobaron los estatutos.
La fundación fue el 20 de enero de 2018 en Algemesí.  Entre los principales retos que se marcó la entidad presidida por Enric Sorribes estaba la creación de un catálogo unificado de figuras, mejorar la formación, conseguir mejores seguros y crear protocolos de sanidad y seguridad. El mismo año la entidad ganó el premio al Uso Social del Valenciano de Escola Valenciana, que se entregó el 17 de noviembre de mismo año.
En 2019 la entidad, que contaba con 21 grupos agrupadas, firmó un convenio con el Instituto Valenciano de Cultura para promover y dignificar la muixeranga como tradición y expresión cultural valenciana.
En la asamblea general en Alicante de 2020 se añadieron la Muixeranga de la Marina Baja y la Muixeranga de la Vall d'Albaida, ambas fundadas en 2018, con las que la entidad pasaba a contar con 22 grupos.
En 2021 la ETNO organizó la exposición Muixerangues el cielo.